# Роберт Ренвік
Роберт Ренвік (англ. Robert Renwick, нар. 21 липня 1988, Абу-Дабі, ОАЕ) — британський плавець, срібний призер Олімпійських ігор 2016 року, чемпіон світу.

## Виступи на Олімпійських іграх
| Олімпіада   | Дисципліна             | Місце |
| ----------- | ---------------------- | ----- |
| Пекін 2008  | 200 м вільним стилем   | 8     |
| Пекін 2008  | 4×200 м вільним стилем | 6     |
| Лондон 2012 | 200 м вільним стилем   | 6     |
| Лондон 2012 | 400 м вільним стилем   | 10    |
| Лондон 2012 | 4×200 м вільним стилем | 6     |
| Ріо 2016    | 4×200 м вільним стилем | 2     |